# Дятел угандійський
Дя́тел угандійський (Dendropicos poecilolaemus) — вид дятлоподібних птахів родини дятлових (Picidae). Мешкає в Центральній Африці.

## Поширення і екологія
Угандійські дятли мешкають в Камеруні, Нігерії, Центральноафриканській Республіці, Республіці Конго, Демократичній Республіці Конго, Південному Судані, Кенії, Уганді і Руанді. Вони живуть у вологих рівнинних і гірських тропічних лісах, в саванах, на полях і плантаціях. Зустрічаються на висоті від 700 до 2100 м над рівнем моря.